# Walter Demel
Pour les articles homonymes, voir Demel.
Walter Demel, né le 1er décembre 1935 à Bayreuth et mort le 19 avril 2023, est un ancien fondeur allemand.

## Palmarès

### Jeux Olympiques
| Épreuve / Édition | Innsbruck 1964 | Grenoble 1968 | Sapporo 1972 | Innsbruck 1976 |
| 15 km             | 22e            | 12e           | 7e           |                |
| 30 km             | 10e            | 9e            | 5e           | 40e            |
| 50 km             |                | 9e            | 5e           | 25e            |
| 4 × 10 km         | 7e             | 8e            | 7e           | 9e             |

### Championnats du monde
| Épreuve / Édition | Oslo 1966 | Vysoke Tatry 1970 |
| 30 km             | Bronze    |                   |
| 50 km             |           | 6e                |